# کاراتندا تندا
کاراتندا تندا (به لاتین: Karantaba Tenda) یک منطقهٔ مسکونی در گامبیا است که در Central River Division واقع شده‌است. کاراتندا تندا ۱٬۹۲۲ نفر جمعیت دارد.